# Thomas Wegmüller
Thomas Wegmüller (Schlieren, 18 de setembre de 1960) va ser un ciclista suís que fou professional entre 1987 i 1994.
En el seu palmarès destaca el Campionat nacional en ruta de 1992 i una etapa del Critèrium del Dauphiné Libéré de 1989.

## Palmarès
- 1985
  - 1r al Giro del Mendrisiotto
- 1986
  -  Campió de Suïssa en ruta amateur
  - 1r a la Stausee Rundfahrt Klingnau
- 1987
  - 1r al Gran Premi de Lugano
  - Vencedor d'una etapa del Gran Premi Guillem Tell
- 1988
  - Vencedor d'una etapa de la Volta al Regne Unit
- 1989
  - 1r al Gran Premi de Valònia
  - Vencedor d'una etapa del Critèrium del Dauphiné Libéré
- 1990
  - 1r al Gran Premi de Frankfurt
  - 1r al Gran Premi de les Nacions
  - 1r al Tour del Nord-oest
- 1991
  - Vencedor d'una etapa de la Volta a Astúries
- 1992
  -  Campió de Suïssa en ruta
  - 1r al Gran Premi de Brissago

### Resultats al Tour de França
- 1989. 100è de la classificació general
- 1990. 112è de la classificació general
- 1991. 155è de la classificació general

### Resultats a la Volta a Espanya
- 1988. Abandona (2a etapa)
- 1992. 128è de la classificació general